# Девід Ґордон Ґрін
Де́від Ґо́рдон Ґрін (англ. David Gordon Green; 9 квітня 1975 Літл-Рок, Арканзас) — американський кінорежисер, продюсер і сценарист.

## Життєпис
Девід Ґордон Ґрін народився в Літл-Року в 1975 році, але більшу частину свого дитинства і юності провів у Річардсоні, штат Техас. Після закінчення школи він вивчав режисуру в Школі мистецтв Північної Кароліни. Після кількох короткометражних фільмів він випустив свій перший повнометражний фільм «Джордж Вашингтон» у 2000 році.
Його комедія «Принц Аваланш», рімейк ісландського фільму Á annan veg (2011) режисера Гафштайна Ґуннара Сіґурдссона, увійшла в конкурсний показ 63-го щорічного кінофестивалю Берлінале в 2013 році, де отримала «Срібного ведмедя» за найкращу режисуру. У 2018 році Девід Ґордон Ґрін став режисером «Гелловіну», продовження фільму Гелловін: Ніч жахів. У 2021 році вийшло продовження Гелловін вбиває, знову знятий Девідом Ґордон Ґріном.
Девід Ґордон Ґрін проживає в Новому Орлеані .

## Фільмографія (добірка)
- 1997: Приємний гай (короткометражний фільм)
- 1998: Фізичний пінбол (короткометражний фільм)
- 2000: Джордж Вашингтон
- 2003: Усі справжні дівчата
- 2004: Undertow — На хвилі помсти (Undertow)
- 2007: Ангели в снігу (Снігові ангели)
- 2008: Ананасовий експрес
- 2011: Хоробрі перцем
- 2011: Поганий ситтер
- 2013: Prince Avalanche
- 2013: Джо
- 2009—2013: На схід і вниз (серіал, 13 серій)
- 2014: Manglehorn — Key to Happiness (Manglehorn)
- 2014—2015: Червоні дуби (серіал, 3 серії)
- 2015 Наш бренд у кризі
- 2016: Коза
- 2017: Сильніший
- 2018: Гелловін
- 2021: Гелловін убиває
- 2022: Нестерпна тяжкість величезного таланту
- 2022: Цілком та повністю
- 2022: Гелловін. Кінець
- 2023: Екзорцист

## Нагороди (вибіркові)
Берлінський міжнародний кінофестиваль
- 2013: Срібний ведмідь за найкращу режисуру (Принц Аваланш)

Кінофестиваль Санденс
- 2003: Спеціальний приз журі (Усі справжні дівчата)

Міжнародний кінофестиваль у Торонто
- 2000: Премія Discovery (Джордж Вашингтон)